# Panagiotes Potagos

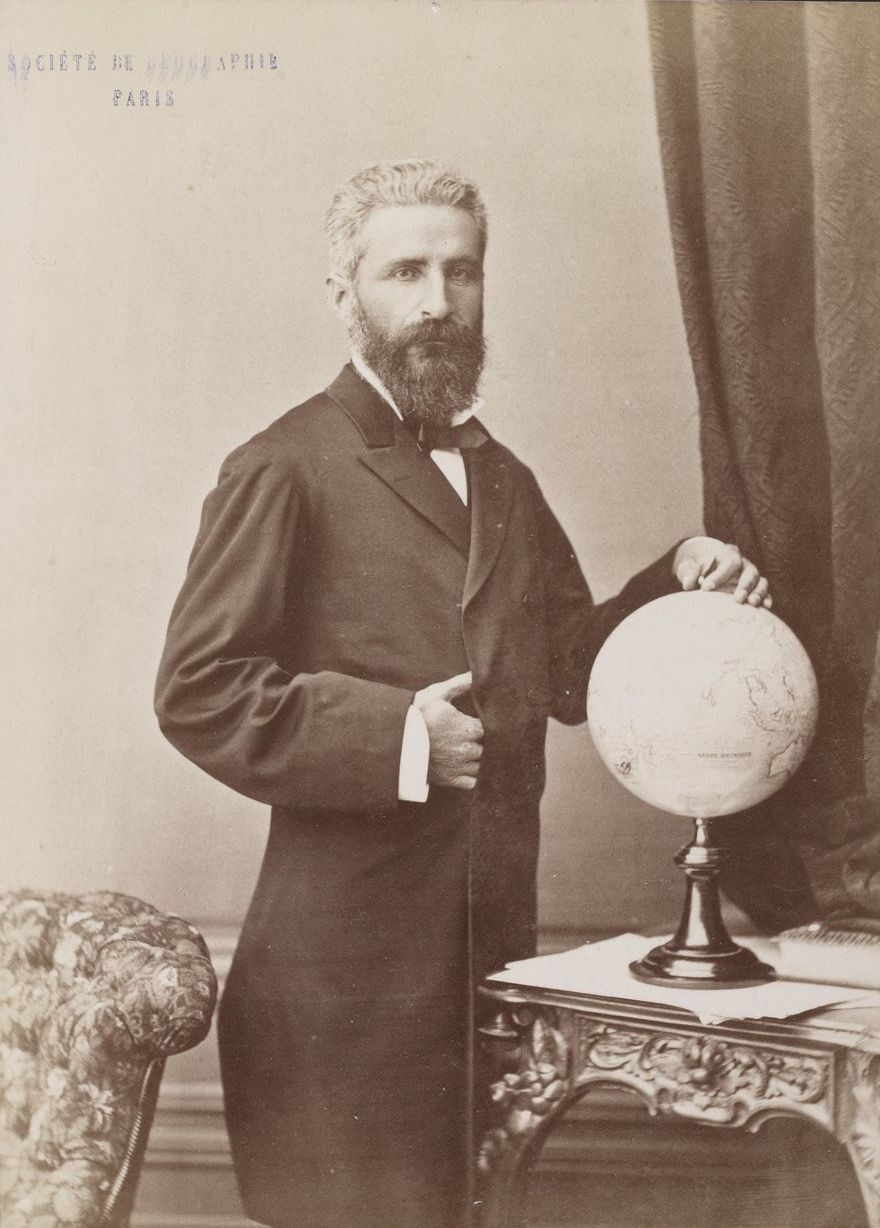
Panagiotes Potagos

Panagiotes Potagos (griechisch Παναγιώτης Ποταγός) (* Juli 1838 in Vytina, Griechenland; † 1903) war ein Forschungsreisender.
Potagos absolvierte eine Ausbildung zum Arzt, widmete sich aber seit 1867 fast unausgesetzt der Erforschung fremder Länder. Er zog durch Persien über Herat nach Kabul, wo er einen längeren Aufenthalt nahm, dann durch Badachschan, über das Pamirplateau und durch Xinjiang bis nach Uliassutai und über Gulja und durch Sibirien nach Europa zurück. Eine zweite Reise führte ihn durch Indien und Persien wieder nach Kabul, worauf er 1876 sich nach Ägypten wandte und über Khartum zum obern Nil und dem Stromgebiet des Uelle, welches er bis weit nach Süden hin durchzog. Er erforschte das Gebiet südlich von Darfur, hier insbesondere den Fluss Béré (Uelle) und den Oberlauf des Bachr-el-Arab. Er galt gemeinsam mit Wilhelm Junker, Emin Pascha und Frank Lupton während des Mahditenkriegs im Sudan für einige Zeit als verschollen.

## Werke (Auswahl)
- Dix années de voyages dans l’Asie Centrale et l’Afrique Êquatoriale. Band 1. Librairie Fischbacher, Paris 1885 (gallica.bnf.fr).